# Bojana Milošević
Bojana Milošević  (Kraljevo, Yugoslavia, 29 de noviembre de 1965-Ibd.; abril de 2020) fue una jugadora de baloncesto serbia. Consiguió 4 medallas en competiciones oficiales con Yugoslavia.
Su fallecimiento fue dado a conocer el 16 de abril de 2020, tenía cincuenta y cuatro años y falleció en Belgrado.